# Dorino Serafini
Dorino Serafini (n. 22 iulie 1909, Pesaro, Marche, Regatul Italiei – d. 5 iulie 2000, Pesaro, Marche, Italia) a fost un pilot de Formula 1. De-a lungul carierei a luat startul în 1 cursă, niciuna din pole-position. Nu a câștigat nicio cursă și a terminat o singură dată pe podium, acumulând 3 puncte în întreaga activitate ca pilot de Formula 1.